# Madic
Madic település Franciaországban, Cantal megyében. Lakosainak száma 204 fő (2022. január 1.). Madic Champagnac, Ydes, Bort-les-Orgues, Vebret és Sarroux-Saint Julien községekkel határos.

## Népesség
A település népességének változása:
| Lakosok száma | 157  | 207  | 239  | 231  | 208  | 208  | 207  | 208  | 209  | 204  |
|               | 1968 | 1982 | 1990 | 2006 | 2013 | 2015 | 2017 | 2019 | 2020 | 2022 |